# Grotte Huanglong
La grotte Huanglong (chinois simplifié : 黄龙洞 ; chinois traditionnel : 黃龍 ; pinyin : huánglóng dòng ; litt. « Grotte du dragon jaune ») est une grotte de karst situé dans le Wulingyuan, près de la ville de Zhangjiajie dans la province d'Hunan en Chine. Il s'agit d'une aire touristique de rang 4A. Les fouilles paléontologiques ont mis en évidence des artefacts datant du Pléistocène, tel des ossements de Panthère nébuleuse datés du Quaternaire.